# Joe Brown
Pour les articles homonymes, voir Joe Brown (homonymie) et Brown.
Joseph Brown, dit Joe Brown (né le 26 septembre 1930 à Ardwick et mort le 15 avril 2020 à Llanberis), est un alpiniste anglais qui a participé au renouveau de l'alpinisme britannique au lendemain de la Seconde Guerre mondiale.

## Biographie
Joseph Brown, né le 26 septembre 1930 à Ardwick, Manchester, est le dernier des sept enfants.
Joe Brown devient rapidement un grimpeur de pointe dans le pays de Galles et ouvre des voies nouvelles comme Llithrig à Clogwyn Du'r Arddu au nord du mont Snowdon.
Il devient célèbre en tant qu'alpiniste dans les années 1950 et est membre du Valkyrie Climbing Club et membre-fondateur du Rock and Ice Climbing Club.
Dès sa première saison dans les Alpes en 1954, il gravit ou ouvre des voies qui sont à l'époque parmi les plus difficiles telles que la face ouest des Drus avec Don Whillans (troisième ascension) et la première ascension de la face ouest de l'aiguille de Blaitière avec Don Whillans, le 25 juillet.
L'année suivante, il se tourne vers l'Himalaya du Népal. Le 25 mai 1955, il réussit en compagnie de George Band la première ascension du Kangchenjunga et, en 1956, il vainc avec une expédition britannique la tour de Mustagh, devançant de peu une expédition française.
Il explore ensuite des groupes montagneux peu connus : en Iran en 1959, en Jordanie en 1960 et dans le Pamir en Union soviétique en 1962. À cette occasion, il gravit au sein d'une expédition anglo-soviétique le pic du Communisme (7 495 m).
Il revient ensuite dans les Alpes ouvrant en 1963 une voie à la face nord du pic Sans Nom.
Joe Brown reste également dans les mémoires pour avoir été, avec Chris Bonington et Tom Patey, le premier à escalader le rocher écossais Old Man of Hoy en 1966. Quinze ans plus tard, il a reproduit l'exploit pour un documentaire TV populaire avec sa seconde fille Zoe. La personnalité pétillante de celle-ci l'a conduite à être choisie comme présentatrice pour l'émission TV pour enfants Tiswas.
Par la suite, il participe encore à des expéditions lointaines : dans la cordillère Huayhuash au Pérou, en Éthiopie en 1972 et au Venezuela.

## Ascensions dans les Alpes
- 1954 - Troisième ascension de la face ouest des Drus avec Don Whillans
- 1954 - Première de la face ouest de l'aiguille de Blaitière avec Don Whillans, le 25 juillet[3]
- 1963 - Nouvelle voie à la face nord du pic Sans Nom avec Tom Patey

## Expéditions
- 1955 - Première ascension du Kanchenjunga, le 25 mai
- 1956 - Première ascension de la Tour de Mustagh, le 6 juillet
- 1962 - Ascension du pic Ismail Samani, anciennement pic du Communisme
- 1970 - Ascension de El Toro dans la cordillère Huayhuash au Pérou

## Distinction
- Ordre de l'Empire britannique à titre civil : commandeur le 31 décembre 2010, pour services rendus à l'escalade et à l'alpinisme[4].

## Publication
- (en) The Hard Years: An Autobiography, Gollancz, 1967.